# Vigor
Vigor je online free-to-play looter-shooter videohra od největšího českého studia Bohemia Interactive. Vigor vyšel 19. 8. 2019, původně byl dostupný v Game Preview od 31. 7. 2018. Je dostupná na Xbox One, Xbox Series X/S, Nintendo Switch, PlayStation 4 a PlayStation 5.

## Hratelnost
Hra je zasazena do alternativní historie, kdy byl svět zničen jadernou válkou. Jediné místo, které v roce 1991 není zamořeno radiací je Norsko. Cílem hráče je přežít a hledat suroviny, zásoby a lepší vybavení. Musí si dávat pozor na další hráče, podobně jako ve hře DayZ. Hráč si musí vybudovat svůj úkryt, aby v nehostinném prostředí přežil.